# Tribunal Superior de Justícia del Principat d'Astúries
El Tribunal Superior de Justícia del Principat d'Astúries és el màxim òrgan del poder judicial en la comunitat autònoma del Principat d'Astúries (Espanya), amb seu a Oviedo. Va ser constituït el 23 de maig de 1989 en funció del desenvolupament de l'article 26 de la Llei orgànica del Poder Judicial.

## Història
El seu antecedent més directe van ser les antigues Audiències Territorials nascudes el 1812. L'actual Tribunal Superior de Justícia del Principat d'Astúries va ser creat el 1985 a partir de l'article 26 de la Llei orgànica del Poder Judicial, constituint-se el 23 de maig de 1989 en el Palau de Camposagrado.

## Organització
Està integrat per tres Salas de Justícia i la Sala de Govern:
- Sala civil i Penal, presidida pel president del Tribunal Superior de Justícia d'Astúries.
- Sala contenciosa administrativa.
- Sala social.

## Competències
Segons l'Estatut d'Autonomia del Principat d'Astúries les seves competències s'estenen a:
- totes les instàncies i graus, amb excepció dels recursos de cassació i revisió, en els ordres civil i penal i social;
- els recursos que es dedueixin contra els actes i disposicions de les Administracions públiques, en els termes que estableixi la Llei orgànica del Poder Judicial, en l'ordre contenciós-administratiu;
- les qüestions de competència entre òrgans judicials a Astúries.

## Presidència
El president del TSJ és nomenat pel rei d'Espanya per a un període de 5 anys a proposta del Consell General del Poder Judicial.

### Llista de presidents
El primer president del Tribunal Superior de Justícia del Principat d'Astúries va ser Eduardo Gota Losada.
Informació actualitzada per un bot. Els canvis manuals es perdran quan s'actualitzi!
| Imatge | Titular                       | Des de | Fins a | Duració (anys) | Gènere  | Lloc de naixement |
| ------ | ----------------------------- | ------ | ------ | -------------- | ------- | ----------------- |
|        | Eduardo Gota Losada           | (1989) | (2000) | 10–11          | masculí | Terol             |
|        | Jesús María Chamorro González | (2019) |        |                | masculí | Oviedo            |
|        | Ignacio Vidau Argüelles       | (2003) | (2019) | 15–16          | masculí | Oviedo            |
|        | Julio Alberto García Lagares  | (2000) | (2003) | 2–3            | masculí |                   |